# Symphonie no 15 de Chostakovitch
Pour les articles homonymes, voir Symphonie no 15.
La symphonie no 15 en la majeur, op. 141, est la dernière symphonie écrite par Dmitri Chostakovitch en un mois durant l'été 1971 à Repino. 
La première a été donnée le 8 janvier 1972 dans la Grande Salle du Conservatoire de Moscou par l'Orchestre symphonique de la radio et de la télévision sous la direction de Maxime Chostakovitch.
Son exécution dure environ quarante-cinq minutes.

## Structure
La symphonie comporte quatre mouvements :
1. Allegretto
2. Adagio — Largo — Adagio — Largo
3. Allegretto
4. Adagio — Allegretto — Adagio — Allegretto

## Fiche technique
- Titre : Symphonie no 15 en la majeur, op. 141
- Composition : 1971
- Création : 8 janvier 1972 par l'Orchestre symphonique de la radio et de la télévision sous la direction de Maxime Chostakovitch
- Durée : 40–45 minutes

## Composition
Bien qu'écrite pour grand orchestre, cette symphonie est parcimonieusement orchestrée, presque comme s'il s'agissait de musique de chambre avec un large éventail de percussions qui renforcent les inhabituelles colorations. La symphonie comporte de nombreuses citations de la propre musique de Chostakovitch aussi bien que de celles de
Gioachino Rossini (l'ouverture de Guillaume Tell), de Richard Wagner, de Mikhail Glinka et de Gustav Mahler.
Chostakovitch utilise plusieurs techniques alors modernes de percussion comme la frappe du rebord de la caisse claire, l'utilisation de wood-block et de castagnettes.

## Discographie sélective
| Direction            | Orchestre                                               | Année                      | Label                     | Note                                                      |
| -------------------- | ------------------------------------------------------- | -------------------------- | ------------------------- | --------------------------------------------------------- |
| Kirill Kondrachine   | Orchestre philharmonique de MoscouStaatskapelle Dresden | 1974                       | Melodiya Profil Haenssler |                                                           |
| Ievgueni Mravinski   | Orchestre philharmonique de Leningrad                   | 1976                       | JVC / Melodiya            |                                                           |
| Kurt Sanderling      | Berliner Sinfonie-Orchester Orchestre de Cleveland      | 1978 1991                  | Berlin Classics Erato     |                                                           |
| Maxime Chostakovitch | Orchestre symphonique de Londres                        |                            | Collins                   |                                                           |
| Neeme Järvi          | Orchestre symphonique de Göteborg                       |                            | Deutsche Grammophon       |                                                           |
| Eugene Ormandy       | Philadelphia Orchestra                                  |                            | RCA Records               |                                                           |
| Jesús López Cobos    | Orchestre symphonique de Cincinnati                     |                            | Telarc                    |                                                           |
| Mariss Jansons       | Orchestre philharmonique de Londres                     |                            | EMI Classics              |                                                           |
|                      | Kremerata Baltica                                       |                            | Deutsche Grammophon       | Arrangement pour piano, violon, violoncelle et percussion |
| Sir Georg Solti      | Orchestre symphonique de Chicago                        |                            | Deutsche Grammophon       |                                                           |
| Charles Dutoit       | Orchestre symphonique de Montréal                       |                            | London                    |                                                           |
| Valery Gergiev       | Mariinsky Orchestra                                     | 2009 (Enregistrement 2008) | Mariinsky                 |                                                           |
| Vakhtang Jordania    | Russian Federal Orchestra                               |                            | Angelok1                  |                                                           |